# Gourza
El jbel Gourza es una cumbre del Alto Atlas occidental, a menos de 100 km   al sudeste de Marrakech. Su altitud que es de 3 280 m explica la presencia de la nieve sobre sus alturas desde noviembre hasta mayo de cada año.
El jbel Gourza abastece de agua potable a varias localidades, concretamente a  Amizmiz, Tazalt y a la célebre aldea bereber de  Tinmel, así como  a los uadis  Amizmiz y N´fis.
Su primera ascensión por europeos se llevó a cabo  en 1871 por Británicos : Joseph Hooker y George Ball ; antes, ninguna cumbre de más  de 3 000 m del Atlas  había sido coronada por extranjeros.

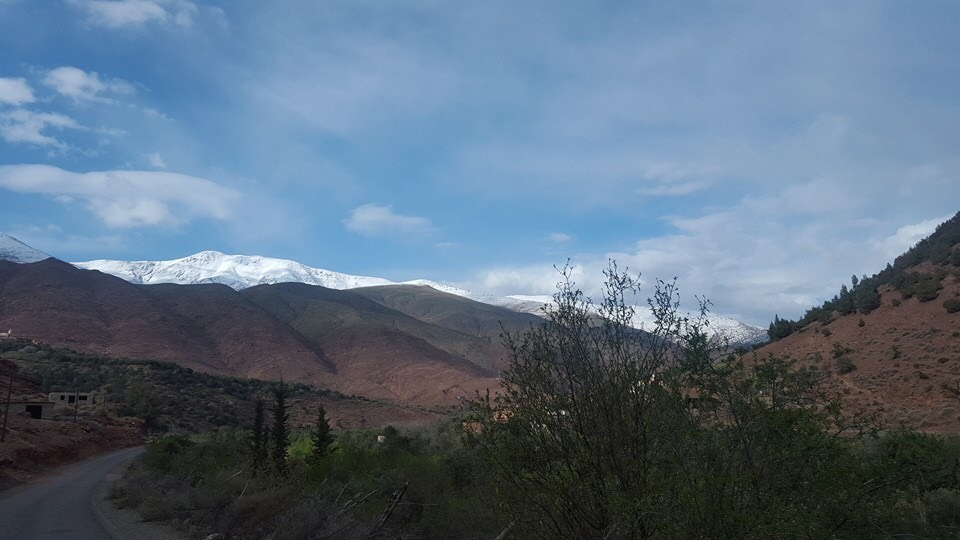
Vista del macizo de Gourza nevado (en segundo plano), desde los alrededores de Tinmel